# Kampóscsőrű vanga
A kampóscsőrű vanga (Vanga curvirostris) a madarak osztályának verébalakúak (Passeriformes) rendjébe és a vangagébicsfélék (Vangidae) családjába tartozó Vanga nem egyetlen faja. A család névadó neme.

## Rendszerezése
A fajt Carl von Linné svéd természettudós írta le 1766-ban, a Lanius nembe Lanius curvirostris néven.

## Alfajai
- Vanga curvirostris cetera Bangs, 1928
- Vanga curvirostris curvirostris (Linnaeus, 1766)[2]

## Előfordulása
Madagaszkár területén honos. Természetes élőhelyei a szubtrópusi vagy trópusi száraz erdők, mangroveerdők, síkvidéki és hegyi esőerdők, valamint ültetvények és másodlagos erdők. Állandó, nem vonuló faj.

## Megjelenése
Testhossza 29 centiméter. Testalkata karcsú, szárnyai rövidek, farka hosszú, nyaka hosszú és feje viszonylag nagy. A tojó, a hím és a fiatal madár tollazata hasonló. Fején és tarkóján egy fekete sáv található. Szárnyai és a farka is fekete színűek. Máshol fehér színű.

## Életmódja
Gerinctelenekkel táplálkozik.

## Szaporodása
Fészkét fára építi. Fészekalja 2-3 tojásból áll.

## Természetvédelmi helyzete
Az elterjedési területe nagyon nagy, egyedszáma ismeretlen. A Természetvédelmi Világszövetség Vörös listáján nem fenyegetett fajként szerepel.